# Termignon
Termignon – miejscowość i dawna gmina we Francji, w regionie Owernia-Rodan-Alpy, w departamencie Sabaudia. W 2013 roku populacja gminy wynosiła 421 mieszkańców. Na jej obszarze znajduje się w Parc national de la Vanoise. 
W dniu 1 stycznia 2017 roku z połączenia pięciu ówczesnych gmin – Bramans, Lanslebourg-Mont-Cenis, Lanslevillard, Sollières-Sardières oraz Termignon – utworzono nową gminę Val-Cenis. Siedzibą gminy została miejscowość Termignon.
Leży w dolinie rzeki Arc, w regionie historycznym Haute Maurienne. Od północy i zachodu otaczają ją stoki grupy górskiej Vanoise, natomiast od wschodu i południa – Masywu Mont Cenis. Najniższy punkt gminy leży w dolinie rzeki Arc (1277 m n.p.m.), najwyższy punktem jest szczyt Grande Casse (3855 m n.p.m.).
Powierzchnia gminy wynosi 180,6 km², jest więc ona trzecią co do wielkości powierzchni gminą we Francji. Ok. 150 km² powierzchni gminy leży w granicach Parku Narodowego Vanoise (stanowi to ok. 1/3 powierzchni Parku).
Termignon była typową, dawną wsią pasterską regionu Haute Maurienne. Do dziś zachowało się w niej szereg kamiennych domostw z dachami krytymi łupkiem i drewnianymi, zewnętrznymi gankami. Godzien uwagi jest kościół z czterema rzeźbionymi w drewnie ołtarzami z XVII w.
Obecnie wieś jest znanym, chociaż jeszcze niezbyt zatłoczonym ośrodkiem turystyczno-wypoczynkowym. Wraz z pięcioma innymi gminami z doliny rzeki Arc Termignon utworzyła międzygminne Biuro Turystyczne  Haute-Maurienne-Vanoise. Wieś wchodzi w skład stacji sportów zimowych Val-Cenis Vanoise, która posiada ok. 130 km tras narciarskich. Na terenach gminy, w granicach Parku Narodowego Vanoise, wytyczono ok. 170 km letnich szlaków turystycznych.

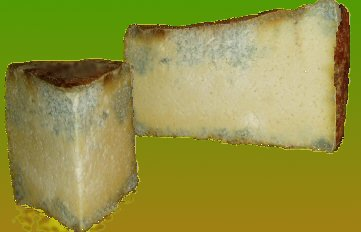
Bleu de Termignon - lokalny gatunek sera, produkowany w Termignon